# Gail Laughlin
Abbie "Gail" Hill Laughlin, född 7 maj 1868 i Robbinston, Maine, död 13 mars 1952 i Portland, Maine, var en amerikansk advokat och feminist.
Efter att 1899 ha avlagt advokatexamen i New York började Laughlin att ägna sig åt juridik och tjänstgjorde från 1900 vid United States Industrial Commission. När hon studerade hushållsarbete upptäckte hon landsbygds-, invandrar- och svarta kvinnors låga löner och dåliga arbetsförhållanden då de arbetade i privata hem. Hon började då att på heltid verka för kvinnors rättigheter. Åren 1902–1906 reste hon runt på landsbygden för att bedriva kampanj för National American Woman Suffrage Association.
År 1908 öppnade hon en juridisk byrå i Denver, 1914 flyttade hon till San Francisco, där hon drev en juridisk byrå, verkade som domare och grundade Kalifornienavdelningen av National League for Women's Services. Hon utarbetade och lyckades genomdriva en lag som tillät kvinnor att tillhöra kaliforniska juryer. År 1919 valdes hon enhälligt till den förste ordföranden i National Federation of Business and Professional Women.
Laughlin, som tillhörde National Woman's Party, flyttade till Maine där hon övertalades att kandidera till delstatens lagstiftande församling. Hon invaldes 1929 och tillhörde denna under tre mandatperioder, innan hon 1935 flyttade över till delstatssenaten, där hon satt till 1941. Många av hennes förslag handlade om kvinnors rättigheter och livskvalitet. Ett av de lagar som hon lyckades genomdriva handlade om att förhindra att kvinnor intogs för psykiatrisk vård uteslutande på grund av deras makars begäran. Hon reste även till andra delstater i syfte hjälpa kvinnor som dömts av rent manliga juryer.  Hon verkade även för Equal Rights Amendment; 1927 ledde hon en kampanj riktad till president Calvin Coolidge i syfte att försöka få hans stöd till detta författningstillägg.